# Шведская гора

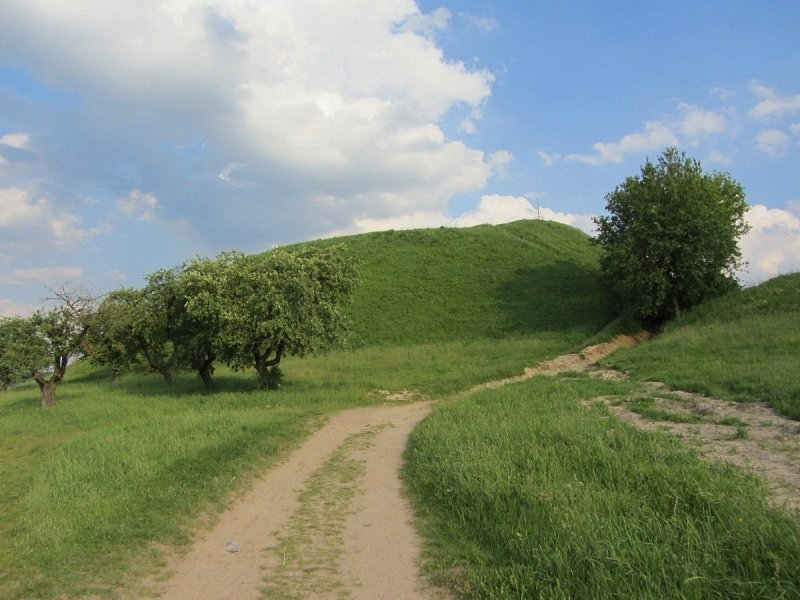
Вид Шведской горы

Шведская гора — возвышенность, расположенная на юго-восточной окраине современного Волковыска Гродненской области. Существует ошибочная легенда о том, что Шведскую гору во время войны насыпали шведские воины над могилой своего полководца. В древности на Шведской горе располагался Волковысский детинец.
Шведская гора имеет форму усечённого конуса. Это самая высокая точка среди окружающих Волковыск холмов моренной гряды. Её крутые, поросшие травой склоны с чашеобразной формой вершины хорошо видны из любой точки города. Высота Шведской горы от подошвы до вершины вала колеблется в пределах от 28 до 32,5 метра. В основании гора имеет круглую форму. Длина окружности основания — около 350 метров. Площадка «Шведской горы» почти круглая. Её размеры: с запада на восток — 55 метров. По периметру площадка окружена мощным оборонительным валом высотой 7 м, прерывающимся с южной стороны въездом.